# کارولین زیمز
کارولین زیمز (انگلیسی: Caroline Siems؛ زادهٔ ۹ مهٔ ۱۹۹۹) بازیکن فوتبال اهل آلمان است.
از باشگاه‌هایی که در آن بازی کرده‌است می‌توان به باشگاه فوتبال ۱.اف‌اف‌سی توربین پوتسدام اشاره کرد.
وی همچنین در تیم‌های ملی فوتبال تیم ملی فوتبال زیر 15 سال زنان آلمان، تیم ملی فوتبال زیر 17 سال زنان آلمان، تیم ملی فوتبال زیر 19 سال زنان آلمان، و تیم ملی فوتبال زیر 20 سال زنان آلمان بازی کرده‌است.